# Вокаліз
Вока́ліз (від лат. vocalis — голосний, співучий) — вправа або етюд для голосу без тексту, що виконується на будь-який голосний, з назвами нот або складів і зазвичай призначається для розвитку вокальної (співацької) техніки, вироблення кантилени, рухливості голосу, вирівнювання регістрів тощо в навчальній практиці широко використовуються збірки В. І. Віленської, М. Глінки, Г. Зейдлера, Д. Конконе, Г. Панофки, Н. Татаринової та ін.
Деякі композитори писали вокалізи, як самостійні художні твори. Серед найвизначніших шедеврів цього жанру — «Вокаліз» С. Рахманінова, концерт для голосу з оркестром Р. Гліера та інші.